# David E. Murray
Sir David Edward Murray (* 14. Oktober 1951 in Ayr, Ayrshire) ist ein schottischer Unternehmer und Sportfunktionär. Um das von ihm gegründete Unternehmen Murray International Metals Limited (abgekürzt: MIM Ltd.) baute Murray eine Unternehmensgruppe auf, deren Wert 2007 auf 750 Millionen Pfund Sterling geschätzt wurde. An Neujahr 2007 wurde Murray für seine Verdienste als Geschäftsmann zum Knight Bachelor (deutsch Ritter) „geschlagen“ und in den persönlichen Adelsstand erhoben. Infolge der Finanzkrise ab 2007 verlor seine Unternehmensgruppe dramatisch an Wert und wurde 2010 nur auf ca. 20 % des zuvor geschätzten Wertes eingestuft. Bekannter noch als seine Tätigkeit als Geschäftsmann war seine Arbeit als Vorsitzender und Mäzen des Fußballklubs Glasgow Rangers von 1987 bis 2009. 2011 verkaufte er seine Anteile an den Rangers, die unter dem neuen Eigentümer Craig Whyte ein Jahr später insolvent gingen.

## Werdegang
Murray erhielt unter anderem eine schulische Ausbildung am Internat Fettes College in Edinburgh. Bereits mit 23 Jahren gründete er das Unternehmen Murray International Metal Ltd., das sich zunächst auf die Produktion und den Handel mit Baustahl spezialisierte. 1976 verlor er beide Beine nach einem Autounfall, was später seine sozialen Aktivitäten zur Unterstützung für Amputierte bewirkte und ihn 1996 eine soziale Stiftung für deren Belange gründen ließ. In der Regierungszeit Margaret Thatchers und ihrer libertären Wirtschaftspolitik wurde Murray 1984 zum „Young Scottish Businessman of the Year“ gekürt. Zwei Jahre später erhielt Murray einen Ehrendoktor der Heriot-Watt University. 1992 verlor Murray seine Frau Louise, die Mutter seiner beiden Söhne Keith und David jr., durch deren Tod an den Folgen einer Krebserkrankung. Im Referendum in Schottland 1997 unterstützte Murray öffentlich die Seite der „Unionisten“, die sich gegen eine weitere Dezentralisierung und Einführung eines schottischen Parlaments aussprachen, und blieb dieser Überzeugung auch zehn Jahre später noch treu als Unterstützer einer Zeitungsanzeige. Im Jahr 2000 verunglückte der Formel-1-Pilot David Coulthard in einem Learjet von Murrays Unternehmensgruppe bei einer Notlandung auf dem französischen Flughafen Lyon Saint-Exupéry. Während Coulthard und seine Begleiter überlebten, starben Murrays persönlicher Pilot und der Copilot. Nach der Erhebung in den Adelsstand 2007 erhielt Murray im Dezember 2008 einen weiteren Ehrendoktor der University of Edinburgh. Nach dem Verkauf der Glasgow Rangers kündigte er 2011 die Heirat mit der Juristin Kae Tinto an, mit der er bereits seit acht Jahren verbunden war. Die 21 Jahre jüngere Mutter von Zwillingstöchtern heiratete ebenfalls zum zweiten Mal.

## Geschäftliche Aktivitäten
Nach dem Erfolg mit seiner ersten Unternehmung MIM Ltd. weitete Murray seine geschäftliche Aktivitäten aus und gründete weitere Unternehmen unter anderem im Bereich Tagebau, Bauträgergeschäft, Risikokapital und Callcenter, die in der Unternehmensgruppe Murray International Holding (MIH) gebündelt wurden. 1991 versuchte er sich zudem als Herausgeber der Boulevardzeitung Sunday Scot, die nach 14 Wochen wieder eingestellt wurde. In 2005 wurde als Gesamtumsatz der Unternehmensgruppe £550 Millionen errechnet. In diesem Jahr verkaufte er jedoch seine erste Unternehmung Murray International Metals Ltd. für £112 Millionen. Auf dem Höhepunkt seiner geschäftlichen Aktivitäten wurde er als Eigentümer seiner Unternehmensgruppe als fünfreichster Schotte auf ein persönliches Vermögen von £750 Millionen geschätzt. Die Finanzkrise ab 2007 ließ den Wert seiner Unternehmensgruppe jedoch dramatisch abschmelzen, die erheblich verschuldet war. In der Folge musste Murray enorme finanzielle Mittel bei Banken aufnehmen und trennte sich von seiner Beteiligung am Fußballklub Glasgow Rangers. 2012 verkaufte Murray weitere Beteiligungen in seinem ursprünglichen Kerngeschäft und sein Sohn David Douglas trat aus der Unternehmensführung der Holding aus.

## Aktivitäten als Sportmäzen
Trotz seines persönlichen Schicksalsschlages nach dem Verlust beider Beine bei einem Unfall, der sich auf der Rückfahrt von einem Rugby-Spiel ereignet hatte, zeigte sich Murray in der Folge sportbegeistert und konnte durch die Unterstützung von Sportvereinen sein persönliches Ansehen in der Öffentlichkeit steigern. War seine erste Firma MIM Ltd. zunächst Sponsor und Namensgeber einer Basketballmannschaft, die in den 1980er Jahren zur führenden Mannschaft Schottlands und zum Schluss auch in Großbritannien wurde, stieg er 1987 beim Fußballklub Glasgow Rangers ein, dessen Vorsitz er über 20 Jahre bis 2009 innehaben sollte bis zum Niedergang seiner Unternehmensgruppe.

### MIM Livingston
Sein Unternehmen Murray International Metals Ltd. trat in den 1980er Jahren als Namenssponsor eines Vereins auf, der nach dem Bau einer neuen Sporthalle in Livingston (West Lothian) jeweils eine der besten schottischen Basketball- und Volleyballmannschaften „beherbergte“. Während die Volleyballmannschaft, die ursprünglich am Telford College in Edinburgh zuhause war, bis 1988 gesponsert wurde, war die Basketballmannschaft zuvor nach der Verpflichtung von Alton Byrd, den Murray vom damaligen englischen Meister Crystal Palace abgeworben hatte, als Spielertrainer 1982 zu einer der besten Mannschaften Großbritanniens aufgestiegen, die auch gegen die führenden englischen Mannschaften bestehen konnte. Als führende schottische Mannschaft nahm man auch an europäischen Vereinswettbewerben teil.
Die Popularität des Basketballsports wuchs auch auf den britischen Inseln durch den Erfolg und die globale Vermarktungsstrategie der führenden Profiliga NBA aus den Vereinigten Staaten. So erwarben Eigentümer englischer Fußballvereine Mitte der 1980er Jahre zusätzlich Anteile an Basketballmannschaften der englischen „National Basketball League“ (NBL) und ließen diese unter dem Namen der etablierten Fußballvereine antreten. So wurden 1986 Manchester United und ein Jahr später der FC Portsmouth Meister der NBL von England. 1987 gründete man als geschlossene Profiliga ohne Auf- und Abstieg die British Basketball League (BBL), der der Murray BC als einzige nicht-englische Mannschaft beitrat. In der Premierensaison 1987/88 konnte der FC Portsmouth unter 15 Mannschaften erneut den ersten Platz nach der regulären Saison belegen, doch in den zusätzlich ausgespielten Play-offs siegte Livingston im Finale über den Hauptrundenersten.
Die Profiliga BBL entwickelte sich jedoch nicht wie erhofft und nach der ersten Spielzeit verkaufte Manchester United seine Mannschaft und die Mannschaft des FC Portsmouth wurde komplett eingestellt, nachdem Eigentümer John Deacon seine Anteile am Fußballverein verkauft hatte. Murray, der den umgekehrten Weg gegangen war und 1988 Eigentümer des Fußballvereins Glasgow Rangers geworden war, kaufte nun noch die Mannschaft des Hauptrundenzweiten Kingston Kings hinzu und siedelte diese als Glasgow Rangers BC ebenfalls in Schottland an, die nun neben Crystal Palace als einzige mit einem Fußballverein assoziierte BBL-Franchise übrig blieb. In der auf elf Mannschaften geschrumpften zweiten Saison der BBL ließen dann die beiden schottischen Mannschaften alle anderen Mannschaften hinter sich und spielten auch das Finale der Play-offs aus, das der Rangers BC als Hauptrundenerster gegen den Titelverteidiger Livingston mit 89:86 gewann. Anschließend verlor die Liga weitere Mannschaften und nun gab auch Murray sein Engagement im Basketball auf. Während der Murray BC aus der Liga abgemeldet wurde, kehrte die Mannschaft des Rangers BC als Kings nach Kingston upon Thames zurück.

### Glasgow Rangers

#### Periode der Dominanz (1988 bis 1997)
Murray hatte bereits in den 1980er Jahren versucht, Anteile an der Fußballmannschaft Ayr United aus seiner Geburtsstadt zu erwerben. Nachdem ihm die Übernahme des Vereins nicht gelungen war, bot sich die Möglichkeit, beim renommierten Verein Glasgow Rangers einzusteigen. Murray bezahlte dem bisherigen Eigentümer der Rangers im November 1988 £6 Millionen für die Übernahme der Anteile und übernahm als „Chairman“ den Vorsitz des Vereins. Die beiden Glasgower Vereine Rangers und Celtic dominierten die schottische Fußballmeisterschaft, auch wenn in der Dekade zuvor der FC Aberdeen unter Trainer Alex Ferguson, der dann als langjähriger Trainer von Manchester United zu Weltruhm gelangte, drei und Dundee United eine Meisterschaft den beiden Vereinen wegschnappen konnte. Mit dem bereits 1986 verpflichteten Trainer Graeme Souness begann 1989 eine Erfolgsserie von neun Meisterschaften hintereinander bis 1997, in der man Celtic vorerst hinter sich lassen konnte.
Neben dem Ausbau des Ibrox Park sah sich Murray in Zusammenarbeit mit Souness für einige aufsehenerregende Verpflichtungen der Rangers verantwortlich. Kontroversen löste die Verpflichtung von Mo Johnston 1989 aus, des ersten katholischen Spielers der Rangers seit dem Zweiten Weltkrieg des ansonsten in scharfer Abgrenzung zu den katholischen Celtic protestantischen Vereins. Nachdem der temperamentvolle Souness 1991 nach England zum FC Liverpool zurückgekehrt war, konnte sein Nachfolger Walter Smith die Mannschaft um Ally McCoist in der Erfolgsspur halten. Murray unterstützte dies mit Verpflichtungen namhafter Spieler wie Paul Gascoigne oder Brian Laudrup.
In internationalen Wettbewerben gelangen den Rangers jedoch keine durchschlagenden Erfolge. Am nächsten dran war man in der UEFA Champions League 1992/93, in der man ungeschlagen blieb. In den K.-o.-Spielen hatte man je zweimal gegen den dänischen Meister sowie den englischen Meister Leeds United gewonnen. In der Gruppenphase der besten acht Mannschaften erreichte man bei zwei Siegen vier Unentschieden. Dies war gegenüber dem Gruppensieger und späteren Titelgewinner Olympique Marseille ein Sieg zu wenig. Diesem Erfolg folgten aber auch enttäuschende Erstrundenniederlagen gegen Lewski Sofia und AEK Athen in den beiden folgenden Austragungen dieses Wettbewerbs.

#### Wechselnder Erfolg (1997 bis 2009)
Nachdem 1998 erstmals der schottische Meistertitel nach neun Jahren wieder an Celtic verloren wurde, nutzte Murray die Gelegenheit und entließ Trainer Smith, um die fortschreitende Internationalisierung des Vereins voranzutreiben und mit dem Niederländer Dick Advocaat den ersten ausländischen Trainer der Vereinsgeschichte zu verpflichten. Damit sollte nun auch dauerhafter Erfolg in internationalen Wettbewerben erzwungen werden. Im Kader standen zunehmend „Legionäre“, darunter mit dem beliebten, seit 1996 für die Rangers spielenden Jörg Albertz sowie Stefan Klos auch zwei Deutsche. Advocaat gewann zunächst zwei nationale Meisterschaften mit dem Verein und konnte Celtic zunächst wieder verdrängen. Angesichts der einzigartigen Rivalität zwischen den über den Fußball hinausreichenden „Antipoden“ Rangers und Celtic, für deren direkte Duelle sich mit „Old Firm“ eine eigene Bezeichnung gefunden hat, ließ sich Murray, der die Rangers erhebliche Finanzmittel investieren ließ, zu dem später vielzitierten Satz hinreißen:

“For every five pounds Celtic spend, we will spend ten”

„Für jede fünf Pfund, die Celtic ausgibt, werden wir zehn Pfund ausgeben“

Doch angesichts der Finanzmittel, die Murray bereitstellte, war der Erfolg eher mäßig. Dreimal hintereinander schied man im Achtelfinale des UEFA-Cup aus und verlor schließlich 2001 auch wieder die Meisterschaft an Celtic.
Murray musste eingestehen, dass der beschrittene Weg der falsche war, und entließ nicht nur Trainer Advocaat, sondern kürzte den Etat, um die angehäuften Schulden des Vereins von £50 Millionen nicht weiter ansteigen zu lassen. Dazu war es aber fast schon zu spät, denn ein angewandter Trick, um Steuern zu sparen, wurde von den Finanzbehörden nicht anerkannt und ließ die Verbindlichkeiten auf über £80 Millionen explodieren. 2002 gab Murray daher den Vorsitz des Vereins ab, als Eigentümer setzte er sich zwei Jahre später erneut an die Spitze des Vereins. Trotzdem gelangen den Rangers 2003 und 2005 zwei Meisterschaften. Nach dem Einstieg neuer Sponsoren entließ Murray Trainer Alex McLeish, da die Rangers in der Meisterschaft aussichtslos zurücklagen und obwohl sie seit langer Zeit einmal die Gruppenphase der Champions League überstanden hatten, und kündigte mit dem neuen französischen Trainer Paul Le Guen neue große Pläne und eine Verjüngung der Mannschaft. Im Achtelfinale der UEFA Champions League 2005/06 schied man aber zunächst einmal nur wegen der Auswärtstorregel gegen FC Villarreal aus. Le Guen fremdelte jedoch in Schottland und wurde nach knapp einem Jahr zum Jahreswechsel 2007 wieder entlassen. Der ehemalige Erfolgstrainer Walter Smith als Rückkehrer sollte nun die Gemüter der Fans wieder beruhigen.
Dies gelang Smith mit Assistent Ally McCoist auch in der Saison 2007/08. Zwar konnte Celtic am Saisonende seinen dritten Titel in Folge gewinnen, doch in der UEFA-Pokal 2007/08 erreichten die Rangers das Finale, das gegen Zenit Sankt Petersburg dann jedoch verloren ging. Die folgende Saison 2008/09 begann zunächst katastrophal. Als Qualifikant der UEFA Champions League 2008/09 verlor man in der zweiten Quali-Runde gegen einen litauischen Verein, so dass man nicht nur in der Champions League ausgeschieden, sondern auch keine Qualifikation für die UEFA Europa League hatte. Die fehlenden Einnahmen aus dem internationalen Wettbewerb waren ein herber Verlust für die klammen Kassen der Rangers, die jedoch ohne Belastung aus internationalen Spielen in der nationalen Meisterschaft freie Bahn hatten und Celtic entthronen konnten. Im August 2009 gab Murray dann erneut seinen Rücktritt als Vorsitzender nach unterbrochen über 20-jähriger „Regentschaft“ bekannt, um sich neben mehr Zeit für private Dinge um die Rettung seiner Unternehmensgruppe zu bemühen, zumal der Unmut der Rangers-Fans jetzt verstärkt auch den Chef Murray traf.

#### „Aftermath“ (seit 2009)
Die Rangers mussten nach 2009 weitere Kürzungen im Etat verkraften, gewannen unter Smith aber 2011 noch einmal eine schottische Meisterschaft, bevor Ally McCoist Cheftrainer wurde. Im Mai 2011 wurde Murray die Bürde als Eigentümer der Rangers los, als ein Konsortium um Craig Whyte die Anteile für £1 übernahm. Trotz des symbolischen Kaufpreises konnten die neuen Investoren den Verein nicht mehr retten, der 2012 die Scottish Premier League verlassen und in der vierten schottischen Liga neu anfangen musste. Die dafür ursächlichen Steuerstrafsachen wurden zu einem Großteil dem alten Eigentümer Murray angelastet.